# Cattedrale dell'Assunzione della Beata Vergine Maria (Veglia)
La cattedrale dell'Assunzione della Beata Vergine Maria (in croato: Katedrala Uznesenja Blažene Djevice Marije) si trova a Veglia, in Croazia, ed è sede della diocesi di Veglia.

## Descrizione

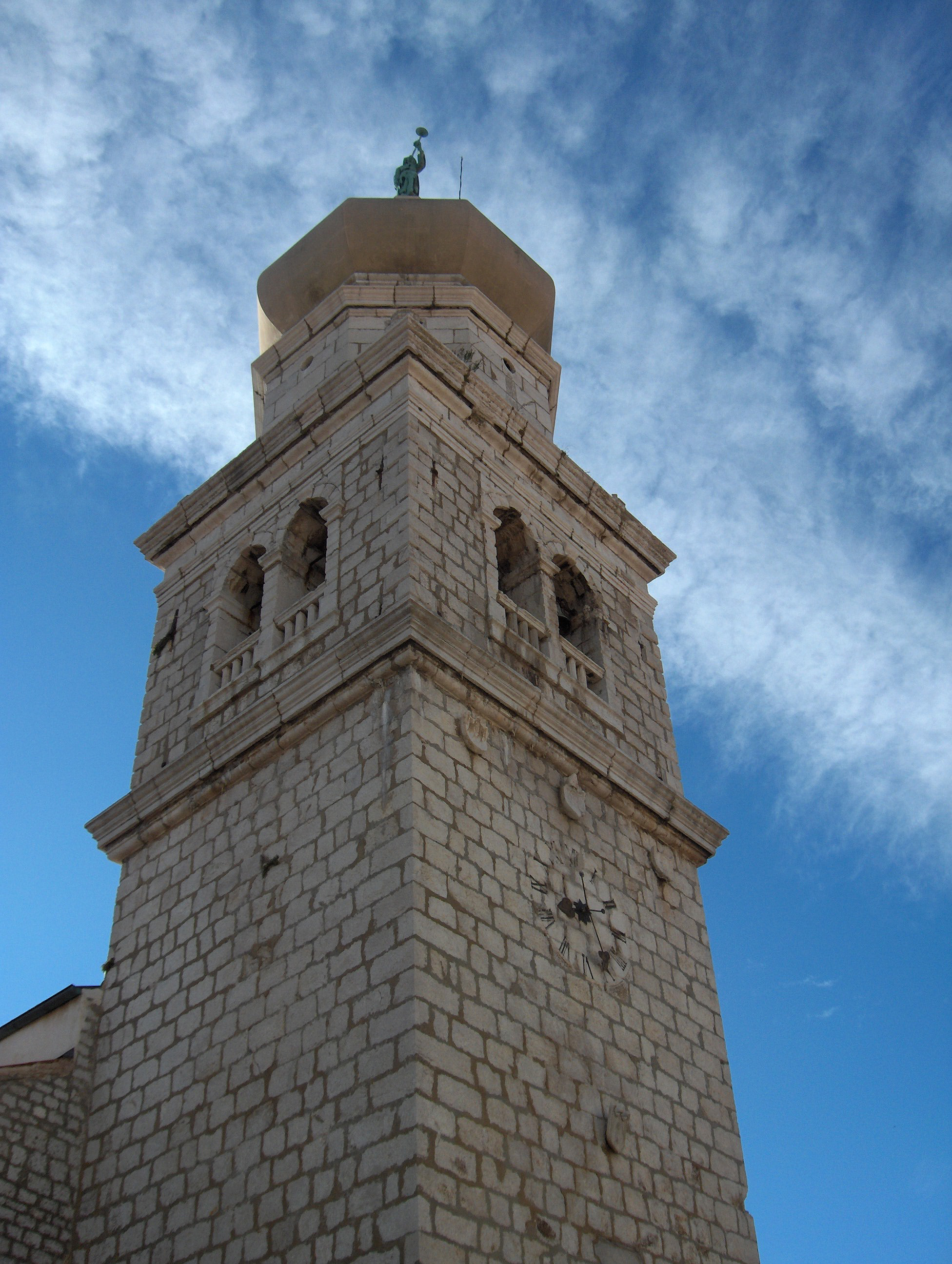
Il campanile della cattedrale

La cattedrale di Veglia è stata costruita su una vasta area ai piedi della collina su cui si trova la città di Veglia. La prima menzione documentata della chiesa risale al 1186. Si tratta di una basilica paleocristiana a tre navate facente parte di un complesso più grande, che comprende la chiesa romanica di San Quirino (XII secolo), il campanile (XVI secolo), la cappella di Santa Barbara, un battistero paleocristiano e un'abside. In comune con altre chiese dello stesso periodo, è orientata est/ovest. La chiesa è lunga 40 metri e larga 14,5 metri.
Nel corso di numerosi scavi archeologici tra il 1956 e il 1963 guidati da Andro Mohorovičić sono stati scoperti i resti di un antico complesso termale romano risalente al I secolo. Sono stati scoperti resti di un ipocausto ed un tepidario con un mosaico. Grandi pezzi di mosaico sono consumati per l'usura, suggerendo che il sito potrebbe essere stato utilizzato per le messe cristiane fin dal IV secolo, prima che la cattedrale fosse costruita.